# Савченко (Ростовская область)
Са́вченко — хутор в Мясниковском районе Ростовской области.
Входит в состав Петровского сельского поселения.

## География
Хутор расположен на левом берегу реки Тузлов. На правом берегу той же реки в непосредственной близости находится соседнее село — Петровка. Между двумя населенными пунктами имеется два автомобильных и один пешеходный мост.
Другие соседние деревни, находящиеся на расстоянии около 3-х км: хутор Стоянов на том же берегу и село Карпо-Николаевка на противоположном берегу реки Тузлов. Расстояние до областного центра Ростова-на-Дону составляет примерно 35 км.

## Население
| 2010 |
| ---- |
| 280  |

## Улицы
- ул. Заречная,
- ул. Майская,
- ул. Молодёжная,
- ул. Северная,
- ул. Фермерская.